# Cefotaxima
Cefotaxima sódica é uma substância utilizada como medicamento pertencente ao grupo e sub-grupos:
- Medicamentos Anti-infecciosos
  - Antibacterianos
    - Cefalosporinas
      - Cefalosporinas de 3ª Geração[1]

Trata-se de uma cefalosporina de 3ª geração. Como todas as cefalosporinas, é um antibiótico beta-lactâmico. Estas cefalosporinas têm um espectro de ação muito mais amplo para os gram negativos que as cefalosporinas da 1ª e 2ª geração.

## Indicações
A Cefotaxima sódica está indicada nas infecções provocadas por microrganismos gram + e gram - susceptíveis, como por exemplo infecções urinárias, faringites, sinusites, infecções respiratórias, infecções da pele e tecidos moles, otite média e amigdalites.
Não têm atividade sobre enterococos e estafilococos resistentes à meticilina e Pseudomonas aeruginosa.
A sua principal indicação é reservada ao tratamento de infecções graves, comunitárias ou não.
Além das indicações normais das cefalosporinas, é indicada em casos graves como infecções a nível do cérebro, endocardites, gonorreia, doença de Lyme, meningite, peritonite, pneumonia, septicemia  e como profilaxia antes de cirurgia.

## Reações Adversas
- Aparelho digestivo – náuseas, vômitos e diarreia, sobretudo com doses elevadas.
- Sangue – eosinofilia, agranulocitose e trombocitopenia (ocorrem raramente).
- Fígado - alterações das enzimas hepáticas e icterícia colestática (raro).
- hipersensibilidade - pode provocar reações de hipersensibilidade caracterizadas geralmente por erupções cutâneas, urticária, prurido, artralgias e, por vezes, embora raramente, reações anafilácticas.

Nota: Cerca de 10% dos doentes com hipersensibilidade às penicilinas desenvolvem
também reações de hipersensibilidade às cefalosporinas.
- Hemorragias - as cefalosporinas que na sua fórmula molecular contêm o  grupo químico tetrazoltiometil aumentam o risco de desenvolvimento de efeitos hemorrágicos (hipoprotrombinemia) e reações tipo dissulfiram.

## Contra-indicações e precauções
- em doentes com história de hipersensibilidade às penicilinas.
- em doentes com insuficiência renal, deve ser reduzida a posologia.

## Interações
Não deve ser administrada concomitantemente com probenecida, porque esta substância inibe competitivamente a secreção tubular das cefalosporinas, podendo causar um aumento significativo das suas concentrações séricas.
É incompatível a sua administração com soluções alcalinas como por exemplo soluções de bicarbonato de sódio.

## Posologia
- Adultos
  - Via IV ou IM: 1 g a 2 g de 8 em 8 horas. Até 2 g de 4 em 4 horas nas infecções graves.

- Crianças
  - Via IV ou IM: 100 mg a 150 mg por Kg por dia, a administrar de 6 em 6 a 12 em 12 horas. Até 200 mg por kg por dia nas infecções graves.

## Farmacocinética
- A Cefotaxima sódica atravessa a barreira placentária e aparece em pequenas doses no leite materno. Esta situação não é impeditiva de administração, visto tudo indicar ser inofensiva para o recém nascido.
- A Cefotaxima é injetada na forma de Cefotaxima sódica.
- Quando administrada por via IM, o seu pico de maior concentração no plasma é atingido rapidamente (cerca de 30 minutos)
- Tem uma meia-vida de cerca de 1 hora e o seu metabolito desacetil-cefotaxima tem uma meia-vida de cerca de 1 hora e meia.
- Cerca de 40% da cefotaxima liga-se às proteínas plasmáticas.

## Excreção
A Cefotaxima sódica é eliminada pela urina (cerca de 85% sob a forma intacta de Cefotaxima sódica).

## Classificação
- MSRM
- ATC - J01DA10
- CAS - 
  - Cefotaxima sódica - 64485-93-4
  - Cefotaxima - 63527-52-6

## Fórmula molecular
C16H16N5NaO7S2

## Nomes comerciais
| NOME DO MEDICAMENTO | PAÍSES ONDE É COMERCIALIZADO |
| Aximad              | Itália |
| Batixim             | Itália |
| Benaxima            | México |
| Biosint             | México |
| Biotax              | Índia |
| Biotaxime           | Tailândia |
| Cefacolin           | Argentina |
| Cefalekol           | Hungria |
| Cefomic             | Tailândia |
| Ceforan             | Brasil, Tailândia |
| Cefotax;            | Hungria, Tailândia |
| Ceftaran            | Tailândia |
| Ciltiren            | Grécia |
| Clacef              | Singapura |
| Claforan            | África do Sul, Alemanha, Austrália, Áustria, Bélgica, Canadá, Dinamarca, Espanha, Estados Unidos da América, Finlândia, França, Grécia, Hong Kong, Hungria, Índia, Inglaterra, Irlanda, Israel, Itália, Malásia, México, Noruega, Nova Zelândia, Países Baixos, Singapura, Suécia, Suíça, Tailândia |
| Clafordil           | Brasil |
| Claraxim            | Tailândia |
| Flemycin            | Grécia |
| Fortax              | Tailândia |
| Fotax               | Tailândia |
| Fotexina            | México |
| Grifotaxima         | Chile |
| Kefoxin             | Brasil |
| Klafotaxim          | África do Sul |
| Letynol             | Grécia |
| Lyforan             | Índia |
| Molelant            | Grécia |
| Naspor              | Grécia |
| Omnatax             | Índia |
| Oritaxime           | Tailândia |
| Phacocef            | Grécia |
| Ralopar             | Portugal |
| Refotax             | Itália |
| Reftax              | África do Sul |
| Sepsilem            | México |
| Spectrocef          | Itália |
| Spirosine           | Grécia |
| Stoparen            | Grécia |
| Taporin             | México |
| Terasep             | Argentina |
| Tizoxim             | Argentina |
| Totam               | África do Sul, Portugal |
| Valoran             | Hong Kong, Tailândia |
| Viken               | México |
| Zariviz             | Itália |
| Zimanel             | Itália |
| Zetaxim             | Índia |